# Останній чоловік на планеті Земля

«Оста́нній чолові́к на плане́ті Зе́мля» (англ. The Last Man on Planet Earth) — американський постапокаліптичний телефільм 1999 року у жанрі феміністичної наукової фантастики. Головною темою є матріархат у суспільстві, що настав через вимирання чоловіків у майбутньому.
Головні ролі виконували: Джулі Бовен, Пол Френсіс, Тамлін Томіта, Л. Скотт Колдвелл, Елізабет Деннехі, Кімберлі Петерсон, Ненсі Хавер, Аніта Фінлей і Кліфф Де Янг.

## Сюжет
Під час війни з Афганістаном була використана біологічна зброя «Y-бомба», яка вражає тільки чоловічу Y-хромосому. В результаті загинуло близько 97 % чоловіків у світі. Жінки планети, відчуваючи, що без чоловіків їм краще, вирішили взагалі заборонити їх, тому що ті були надто жорстокими. 20 років потому, науковиця Гоуп Чейз, побоюючись за майбутнє виду, проводить експеримент клонування для отримання нового чоловіка, Адама, генетично розширеного — без гену насильства. Коли Адам досягає зрілості, йому незабаром доводиться переховуватися від ФБР, і він ховається серед маленьких груп повстанців-чоловіків, які вижили на Землі.
У кінці фільму будинок Адама та Гоуп згорає дотла, а сам Адам гине. Проте Естер говорить вченій, що вона знає, що Гоуп вагітна сином, оскільки вона з Адамом мали сексуальні відносини вночі, коли той помер.

## Ролі
- Джулі Бовен — Гоуп Чейз, студентка-випускниця в галузі генної інженерії, яка клонувала Адама, спочатку сподіваючись, що він задовольнить її гетеросексуальні бажання. Вона використала інженерію, паралельно усуваючи гени, пов'язані з насильством й агресією, тому її «продукт», Адам, є «чоловіком нового типу людини», який не має тенденції до насильницьких дій.

- Пол Френсіс — Адам, чоловік, створений за допомогою генної інженерії. Завдяки цій технології клонована особа досягає повної зрілості за 33 дні, й старіння зупиняється. Він стає втікачем після спроб вивчити місто, дізнавшись, що знаходиться у світі, який не терпить чоловічий рід. Він зустрічається з підліткою, яка відповідить його до своєї сестри Лайли, хрестоодягненої повії. Лайла обманює його, забравши його до Матері Мей, власниці борделю високого класу, де вона використовує старших чоловіків для власних потреб.

- Темлайн Томіта — агентка ФбР Кара Гастінгс, яка вирішила захопити Адама і відновити насильство у вільному від чоловіків суспільстві. Знаходиться під керівництвом докторки Беверлі-Стокса, яка балотується на пост президентки. Одного разу, під час рейду на бордель Матері Мей, Гастінгс знаходить там Стокс як клієнтку. Вона переконана в тому, що можливо укласти угоду з Гоуп повернути Адама назад у цілості так, що він зможе бути представлений на науковій конференції.

- Л. Скотт Колдвелл — Естер, професорка Гоуп, яка виступає проти ідеї інженерії людини.

- Кліфф Де Янг — Джон Доу, лідер так званих претендентів, невеликої групи чоловіків похилого віку, які живуть на пустельному футбольному полі та сподіваються повернути старі часи. Звинувачує жінок у створенні Y-бомби для знищення чоловічого роду. Доу тримає Адама в заручниках в обмін на жінок із федеральної в'язниці, сподіваючись, що вони дозволять його людям розмножуватися. Однак, коли Гоуп, Кара й Естер намагаються використати кров Доу для лікування Адама (через його імунітет), він бере в заручники Гоуп і намагається її зґвалтувати. Адам, хоча й хворий, бере в руки пістолет і направляє його на Доу. Доу стверджує, що Адам — не зовсім чоловік, і він не зможе вбити людину, проте стається навпаки: Адам убиває Доу, щоб захистити кохану.

## Виробництво
Фільм отримав рейтинг PG-13 через деякі сцени насильства і сексуальності.

### Реліз
- США — 18 лютого 1999
- Фінляндія — 5 квітня 2000 (відео прем'єра)
- Австралія — 16 липня 2001

Фільм відомий також в інших країнах як:
- Бразилія — O Último Homem do Planeta Terra
- Німеччина — Last Man on Planet Earth
- Іспанія — El último hombre en la tierra
- Франція — Le dernier homme sur Terre
- Греція — O teleftaios antras ston planiti Gi

## Критика
На сайті IMDb рейтинг фільму становить 4.5 з 10, Rotten Tomatoes — 40 %.